# Pseudiodis unifascia
Pseudiodis unifascia är en fjärilsart som beskrevs av George Francis Hampson 1891. Pseudiodis unifascia ingår i släktet Pseudiodis och familjen mätare. Inga underarter finns listade i Catalogue of Life.